# Lorea Elso
Maria Flor Elso Torralba (Pamplona, 8 giugno 1973) è un'ex ginnasta spagnola, campionessa mondiale di gruppo (Atene, 1991) e doppia campionessa europea (Stoccarda, 1992) avendo raggiunto anche altri numerosi traguardi con la selezione nazionale di ginnastica ritmica spagnola. È insieme a Bito Fuster, Marta Baldó e Stele Giménez, la ginnasta ritmica spagnola con più medaglie mondiali, 8 in totale.

## Biografia

### Gli inizi
Iniziò ginnastica ritmica all'età di nove anni nel Club Ivanka Tchakarova di Pamplona. Nel 1988, dopo aver abbandonato tale club, entrò a far parte della Società Culturale Sportiva Ricreativa Anaitasuna della stessa città.

### Tappa nella selezione nazionale

#### 1989: Mondiale di Sarajevo

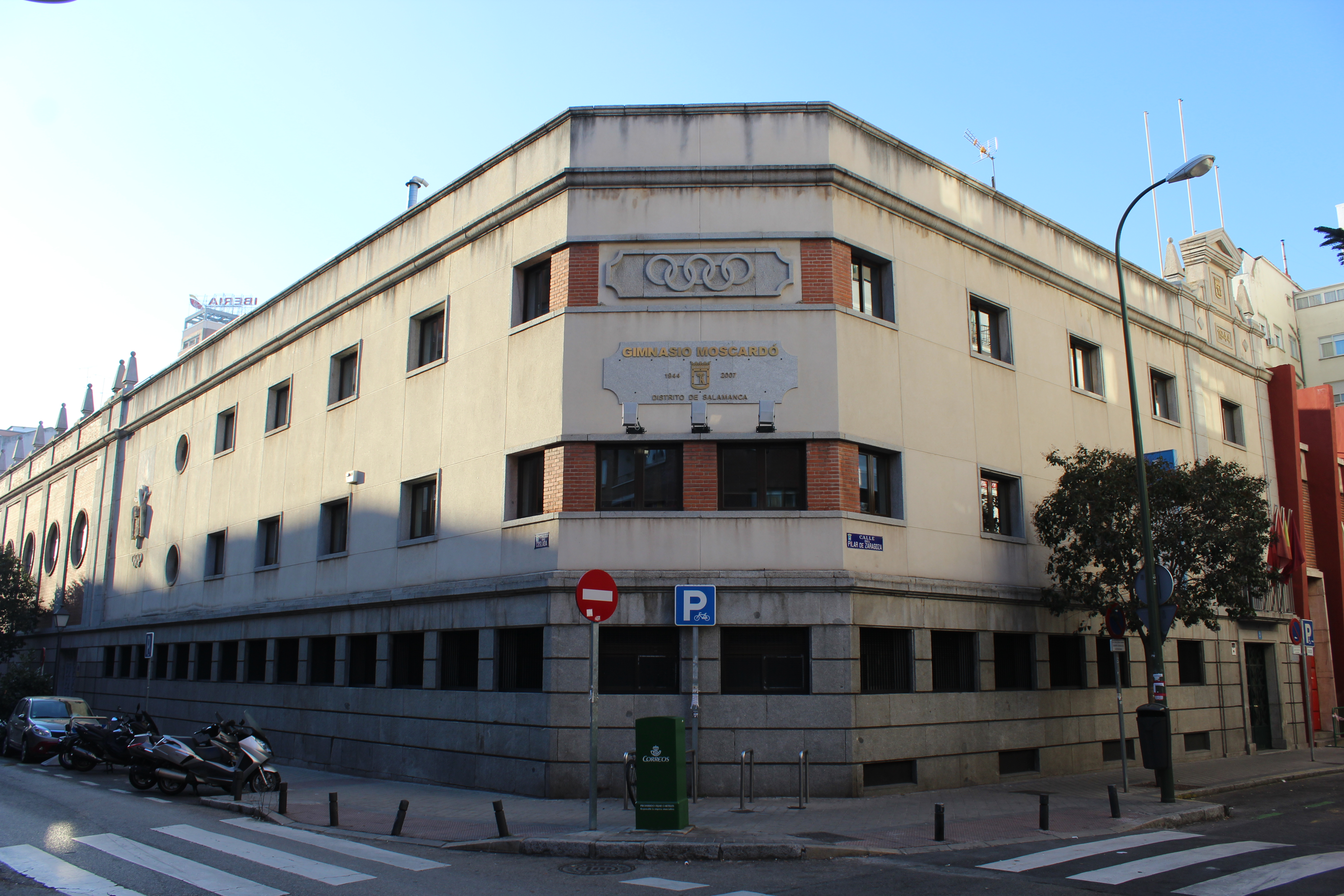
La Palestra Moscardó, nel quartiere di Salamanca (Madrid), fu il luogo di allenamento della selezione nazionale di ginnastica rítmica fino al 1997.

Nel 1989 è convocata da Emilia Boneva per entrare nella selezione nazionale di ginnastica ritmica spagnola di gruppo. della quale avrebbe fatto parte fino al 1992. Durante questo periodo si allenava per 8 ore al giorno nella Palestra Moscardó di Madrid sotto la direttiva della stessa Emilia Boneva e di Ana Roncero, che erano selezionatrici nazionali e allenatrici di gruppo dal 1982, e avrebbe convissuto con tutti gli altri membri della squadra in una casa nella Moraleja.  Accanto ai successi spagnoli, raggiunse differenti traguardi, tra i quali l'oro ai Mondiali di Atene e due ori nei campionati europei, oltre a tre medaglie d'argento e quattro di bronzo in diversi Mondiali.
Agli inizi del 1989 ottiene 3 argenti nel torneo DTB-Pokal Karlsruhe. Poco dopo ottiene 3 medaglie di bronzo nel Campionato del Mondo di Sarajevo, salendo sul podio tanto nelle gare generali quanto nelle finali a 12 clavette e a 3 cerchi e 3 nastri. Le ottenne insieme a Beatriz Barral, Bito Fuster, Arancha Marty, Mari Carmen Moreno e Vanesa Muñiz, riserve di Marta Aberturas e Nuria Arias. Nel dicembre del 1989 ottiene il bronzo nella competizione generale della Wacoal Cup (Giappone).

#### 1990: L'Europeo di Göteborg
Nel 1990 si tiene il Campionato europeo di Göteborg, nel quale ottiene la medaglia di bronzo sia nelle gare generali che nella gara a 3 palloni e a 3 corde, e quella d'argento nella gara a 12 clavette. Nella Finale della Coppa del Mondo, disputata quell'anno a Bruxelles, ottiene 3 medaglie di bronzo, una per ogni finale. Le vince insieme a Beatriz Barral, Bito Fuster, Montserrat Martín, Arancha Marty e Vanesa Muñiz, riserve di Marta Aberturas, Cristina Chapuli e Gemma Royo.  Anche Débora Alonso faceva parte della squadra, ma non fu convocata alle competizioni fino al 1991.

#### 1991: titolo mondiale ad Atene
Nel 1991, Lorea è nominata capitano della selezione. I due esercizi di gruppo di quell' anno furono quello a 6 nastri e quello a 3 palloni e a 3 corde. Il primo aveva come musica «Tango Jalousie», composta da Jacob Gade, mentre quello a palloni e a corde, aveva come tema «Campanas», di Víctor Bombi. Il coreografo dell'esercizio a 6 nastri fu Javier Castillo «Poty», allora ballerino del Ballet Nacional, anche se i tradizionali coreografi della squadra erano i bulgari Georgi Neykov e Jorge Christoff.

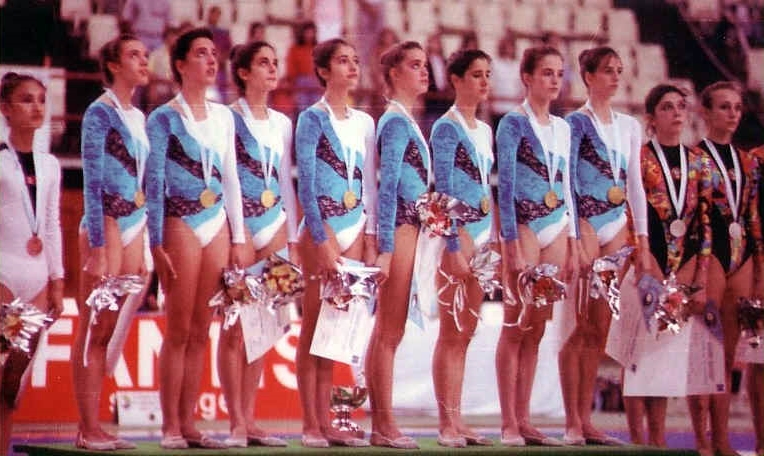
Lorea (la quarta a destra) insieme alla sua squadra, con l'oro nel Mondiale di Atene (1991).

Il 12 ottobre 1991, la squadra spagnola ottenne la medaglia d'oro al concorso generale del Campionato Mondiale di Ginnastica Rítmica di Atene. Questo trionfo è stato considerato storico dai mass media, poiché fu la prima volta che la Spagna fu proclamata campionessa del mondo in ginnastica ritmica. Nella prima giornata della competizione generale ottennero un punteggio di 19,500 nell'esercizio a 3 palloni e a 3 corde, mentre il giorno seguente, con il montaggio di 6 nastri, ottennero un punteggio di 19,350 (9,90 in composizione e 9,45 in esecuzione). Qualificandosi con un totale di 38,850, la squadra spagnola riuscì a superare finalmente nel concorso generale la URSS per 50 millesimi, mentre la Corea del Nord vinse il bronzo. Il giorno dopo, ottennero oltretutto la medaglia d'argento nelle due finali, quella a 6 nastri e quella a 3 palloni e a 3 corde. Queste medaglie sono state vinte da Lorea insieme a Débora Alonso, Bito Fuster, Isabel Gómez, Montserrat Martín e Gemma Royo, oltre che a Marta Aberturas e Cristina Chapuli come riserve Dopo questo traguardo, intorno alla fine del 1991 organizzarono un tour in Svizzera.

#### 1992: titoli europei a Stuttgart e Mondiale di Bruxelles

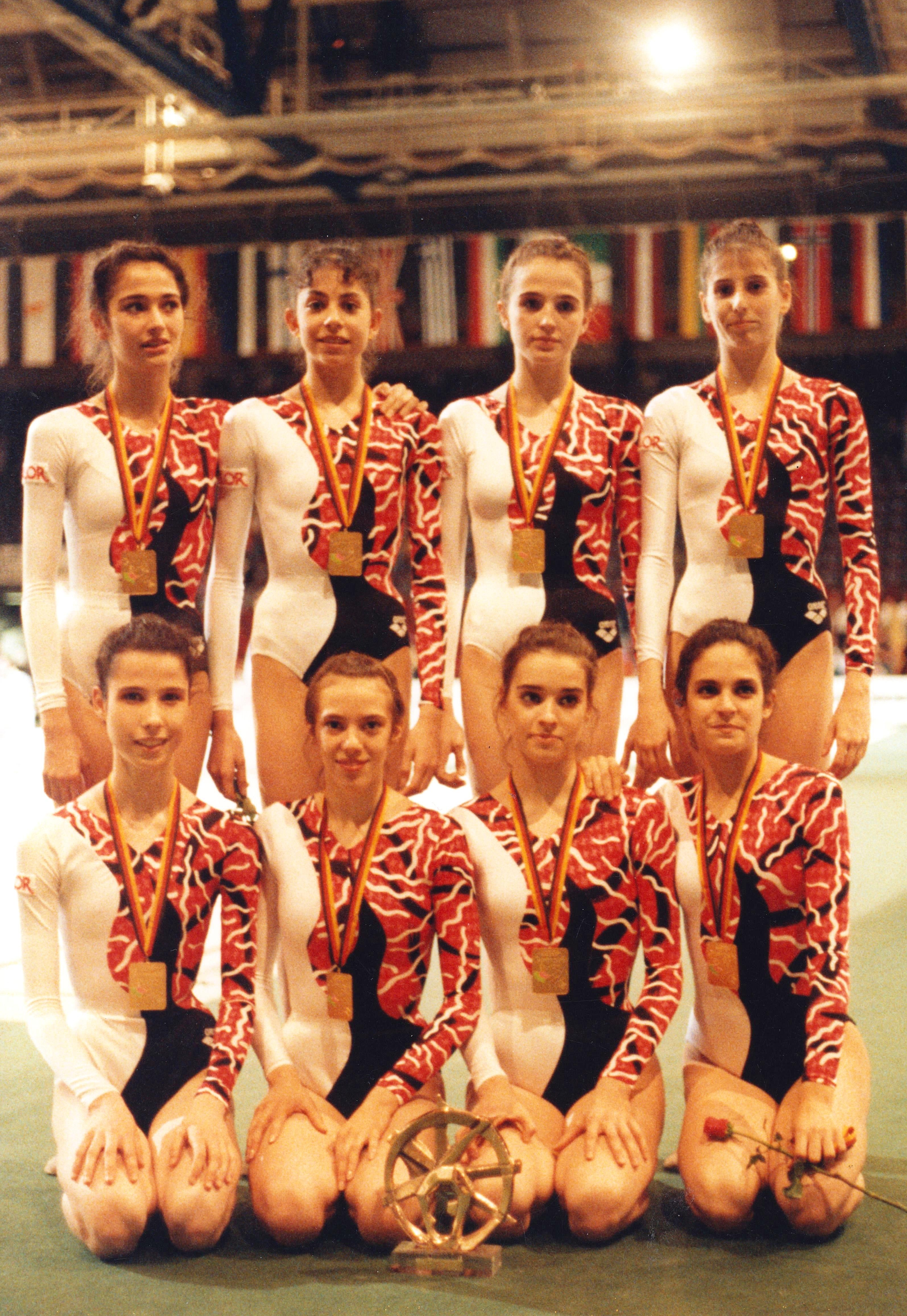
Lorea (la seconda a destra, seduta) dopo essere stata proclamata campionessa di Europa a Stoccarda (1992).

Nel giugno del 1992, partecipa con nuovi esercizi al Campionato Europeo di Stoccarda, dove la squadra ottiene la medaglia d'oro nella competizione generale (condivisa con la Russia), oltre che conseguire un altro oro nella finale a 3 palloni e a 3 corde e il bronzo in quella a 6 nastri. La squadra era formata da Lorea, Débora Alonso, Bito Fuster, Isabel Gómez, Montserrat Martín e Gemma Royo, oltre che da Alicia Martín e Cristina Martínez come riserve. Non concorse per i Giochi Olimpici di Barcellona dal momento che i giochi di gruppo non erano una modalità olimpica anche se partecipò accanto al resto delle sue compagne alla cerimonia di apertura presidiando il corteo delle nazioni partecipanti.
Gli infortuni di Bito Fuster e Isabel Gomez compromisero la riconfigurazione della squadra per il Campionato Mondiale di Bruxelles, rimanendo entrambe come riserve ed essendo sostituite nella titolarità di entrambi gli esercizi da Alicia Martín, Cristina Martínez e Bárbara Piazza, che si aggiunsero a Lorea, Débora Alonso, Montserrat Martín e Gemma Royo. In questa competizione la squadra ottenne la medaglia d'argento nella competizione generale. Oltretutto, il 22 novembre ottennero il bronzo con i 6 nastri e l'ottavo posto con i 3 palloni e le 3 corde. Dopo questo Mondiale, Lorea si ritirò dalla competizione, come fece il resto del sestetto titolare che era stato campione del mondo ad Atene l'anno precedente
Gli fu concesso il Galardón Sportivo del Governo di Navarra come migliore sportiva navarrese dell'anno nel 1989 e nel 1991.

### Il ritiro dalla ginnastica
Si ritirò nel 1992, dopo il Campionato del mondo di Bruxelles. Ottenne il titolo di Allenatrice Nazionale e si laureò all'Università Complutense nella Facoltà di Scienze dell'Informazione. Lavora nel settore audiovisivo dove ha svolto lavori di produzione ed emissione cinematografica. Lavora a Madrid nella distribuzione cinematografica del film Golem.
Il 25 maggio del 2017 fu la presentatrice del libro Pinceladas de rítmica nella sede del CSD, un excursus sulla storia della rítmica scritto dalla sua ex compagna di selezione Montse Martín e da Manel Martín. Nel settembre 2018 viaggiò accanto a varie ex ginnaste della selezione spagnola al Mondiale di Ginnastica Ritmica di Sofia per rivedersi con l'ex selezionatrice nazionale Emilia Boneva, organizzando inoltre una cena in suo onore.

## Musica degli esercizi
| Anno        | Strumenti           | Musica                                                                                |
| ----------- | ------------------- | ------------------------------------------------------------------------------------- |
| 1989 - 1990 | 12 clavette         | «Spagna cañí», pasodoble composto da Pascual Marquina Narro.                          |
| 1989        | 3 cerchi e 3 nastri | Frammenti dell'opera Carmen di Georges Bizet, come il tema «Habanera».                |
| 1990        | 12 clavette         | Opera Asturias (Leggenda), appartenente alla Suite spagnola, Op. 47 di Isaac Albéniz. |
| 1990 - 1991 | 3 palloni e 3 corde | «Spain» di Chick Corea, secondo la versione di Michel Camilo e Tomatito.              |
| 1991 - 1992 | 6 nastri            | «Tango Jalousie», composto da Jacob Gade.                                             |
| 1991        | 3 palloni e 3 corde | «Campane», di Víctor Bombi.                                                           |
| 1992        | 6 nastri            | Opera Siviglia, appartenente alla Suite spagnola, Op. 47 di Isaac Albéniz.            |
| 1992        | 3 palloni e 3 corde | Musica del balletto Arraigo di Jerónimo Maesso, creato dal coreógrafo Víctor Ullate.  |

## Palmarès sportivo

### Selezione spagnola
| 1989 - DTB-Pokal Karlsruhe Argento nella gara generale Argento nella gara a 12 clavette Argento nella gara a 3 cerchi e 3 nastri - Campionato del mondo di Sarajevo Bronzo nella gara generale Bronzo nella gara a 12 clavette Bronzo nella gara a 3 cerchi e a 3 nastri - Wacoal Cup Bronzo nella gara generale 1990 - DTB-Pokal Karlsruhe Oro nella gara generale - Gymnastic Masters di Stuttgart Bronzo nella gara generale - Girls Cup Deutscher Bronzo nella gara generale - Finale della Copa del Mundo di Bruxelles Bronzo nella gara generale Bronzo nella gara a 12 clavette Bronzo nella gara a 3 palloni e a 3 corde - Campionato di Europa di Goteborg Bronzo nella gara generale Argento nella gara a 12 clavette Bronzo nella gara a 3 palloni e 3 corde - Wacoal Cup Argento nella gara generale | 1991 - DTB-Pokal Karlsruhe Oro nella gara generale - Gymnastic Masters di Stoccarda Bronzo nella gara generale Bronzo nella gara a 6 nastri Bronzo nella gara a 3 palloni e 3 corde - Campionato del mondo di Atene Oro nella gara generale Argento nella gara a 6 nastri Argento nella gara a 3 palloni e 3 corde 1992 - DTB-Pokal Karlsruhe Argento nella gara generale - Campionato di Europa di Stoccarda Oro nella gara generale Bronzo nella gara a 6 nastri Oro nella gara a 3 palloni e 3 corde - Asvo Cup Oro nella gara generale - Alfred Vogel Cup Oro nella gara generale Argento nella gara a 6 nastri Oro nella gara a 3 palloni e 3 corde - Campionato del Mondo di Bruxelles Argento nella gara generale Bronzo nella gara a 6 nastri 8º posto nella gara a 3 palloni e 3 corde |

## Premi, riconoscimenti e distinzioni
- Galardón Sportivo del Governo di Navarra alla migliore sportiva navarra (1989)
- Diploma Sportivo del Governo di Navarra nella categoria di atleta femminile (1990)
- Galardón Sportivo del Governo di Navarra alla migliore sportiva navarra (1991)[17]
- Medaglia per il merito ginnastico, conferita dalla Reale Federazione Spagnola di Ginnastica (1991)

## Filmografia

### Programmi di televisione
| Programmi di televisione | Programmi di televisione | Programmi di televisione | Programmi di televisione |
| ------------------------ | ------------------------ | ------------------------ | ------------------------ |
| 1990                     | Camerata Boneva          | La 2 di TVE              | Apparizione di servizio  |
| 2019                     | ¿Dove stavi allora?      | La Sesta                 | Apparizione di servizio  |